# فرودگاه اروز
فرودگاه اروز (به انگلیسی: Eday Airport) (به زبان بومی: London Airport) یک فرودگاه همگانی با کد یاتا EOI است . این فرودگاه در شهر اورکنی کشور اسکاتلند قرار دارد و در ارتفاع ۶ متری از سطح دریا واقع شده‌است.

## شرکت‌های هواپیمایی و مقصدهای پروازی
| شرکت‌های هواپیمایی | مقصدهای پروازی        |
| ----------------- | --------------------- |
| Loganair          | کرکوال، نورث رونالدسی |